# Forum Organizasaun Naun Govermentál Timor-Leste

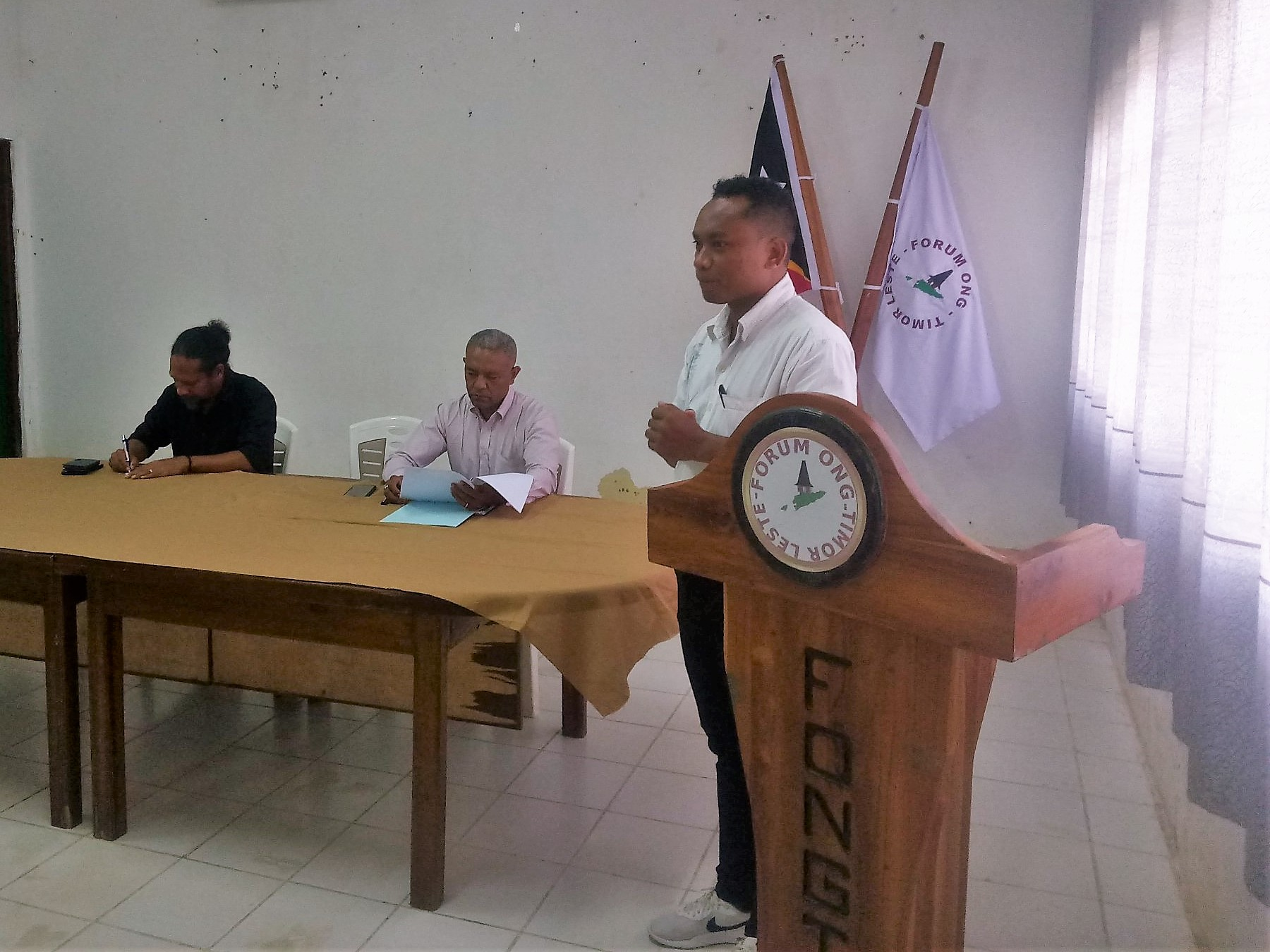
Bei der FONGTIL.
Links: Exekutivdirektor Valentin da Costa Pinto (2022)

Das Forum Organizasaun Naun Govermentál Timor-Leste (FONGTIL; tetum für Forum der Nichtregierungsorganisationen Osttimors, englisch Timor-Leste NGO Forum) ist die Dachorganisation der Nichtregierungsorganisationen (NGO) im südostasiatischen Land Osttimor. Es koordiniert die Arbeit von lokalen und internationalen Nichtregierungsorganisationen im Lande und versorgt diese mit Informationen. Das FONGTIL hat seinen Sitz in Dilis Stadtteil Rumbia (Suco Caicoli) in der Rua do Merkadu Municipal.

## Geschichte
Das FONGTIL wurde am 2. Juni 1998 von 14 Nichtregierungsorganisationen gegründet, als Osttimor noch unter indonesischer Besatzung (1975–1999) stand. Allerdings erschwerte die Gewalt im Umfeld des Unabhängigkeitsreferendums in Osttimor 1999 jegliche Arbeit, auch wenn sich das Netzwerk im Juni 1999 reaktivierte. 1999 hatte das FONGTIL 24 Mitgliedsorganisationen, im Jahr 2000 waren es 112 und 2002 mehr als 231. 2018 hatte das FONGTIL 348 Mitglieder; 324 nationale und 44 internationale.
Während des Wiederaufbaus des Staates Osttimor setzte sich das FONGTIL dafür ein, dass Gesetzesentwürfe gleichzeitig in Tetum und Portugiesisch erstellt werden, und argumentiert, dass Gesetzesentwürfe, die ausschließlich in Portugiesisch oder mit einem verspäteten Entwurf in Tetum erstellt wurden, der Demokratie einen schlechten Dienst erweisen. Unter UN-Verwaltung und in den ersten Jahren der Unabhängigkeit wurden staatliche Publikationen zuerst in Portugiesisch erstellt, was aber nur ein Teil der Bevölkerung so weit beherrscht, dass sie juristische Texte verstehen und prüfen können.
Mit dem osttimoresischen Rechtsdekret (Decreto Lei) 05/2005 vom 3. August 2005 erhielt das FONGTIL den Status einer Rechtspersönlichkeit und diente als Registrierungsmittel für Nichtregierungsorganisationen. In dieser Zeit erhielten Non-Profit-Organisation Gelder aus staatlichen und Spendenfonds nur unter Aufsicht des Finanzministeriums. Da bis 2012 eine außergesetzliche Verwaltungsrichtlinie des Justizministeriums von Nichtregierungs- und gemeinnützige Organisationen forderte, dass sie über ein Kapital von 45.000 US-Dollar verfügten, um sich registrieren lassen zu können, registrierten sich viele von ihnen einfach stattdessen beim FONGTIL. Trotzdem hatten diese Organisationen keine formelle rechtliche Anerkennung. Das FONGTIL setzte sich ab 2010 für die Beseitigung dieser Anforderung ein, bis sie zwei Jahre später erreicht wurde. Das Büro des Premierministers hat inzwischen einen mehrere Millionen Dollar großen Fonds für Nichtregierungsorganisationen geschaffen, von dem auch das FONGTIL profitiert.
Während der Unruhen in Osttimor 2006 setzte sich FONGTIL aktiv für Frieden und Einheit ein, aber die lokalen NGOs hatten erneut das Gefühl, dass internationale NGOs sie bei den Hilfsmaßnahmen an den Rand drängen.
Im Oktober 2016 hielt das Büro des Premierministers mit einer Reihe nationaler Nichtregierungsorganisationen eine Konferenz ab, nachdem zwischen FONGTIL und der Regierung ein Memorandum of Understanding unterzeichnet worden war. Ziel ist es sicherzustellen, dass alle Bürger Zugang zu genauen und aktuellen Informationen haben. Man arbeitet auch mit der Regierung zusammen, damit der Entwicklungsprozess effizient und transparent ist und die Öffentlichkeit einbezieht. 2017 haben die Asia Foundation und FONGTIL gemeinsam einen Leitfaden für die diesbezügliche Durchführung von Prüfungen der Gesellschaft erstellt.

## Executive Director
- 1998–1999 Aleixo da Cruz[4]
- 1999–2000 Bella Galhos[4]
- 2000–2002 Arsénio Bano[5]
- 2002–2003 Cecilio Caminha Freitas[4]
- 2003–2005 Joaquim da Costa Freitas[4]
- 2005–2008 Maria Angelina Lopes Sarmento[4]
- 2008–2012 Dinorah Granadeiro[4]
- 2012–2018 Arsénio Pereira da Silva[6][7][8]
- 2018–2021 Daniel Santos do Carmo[9]
- seit 2022 Valentin da Costa Pinto[10]

## Aufgaben

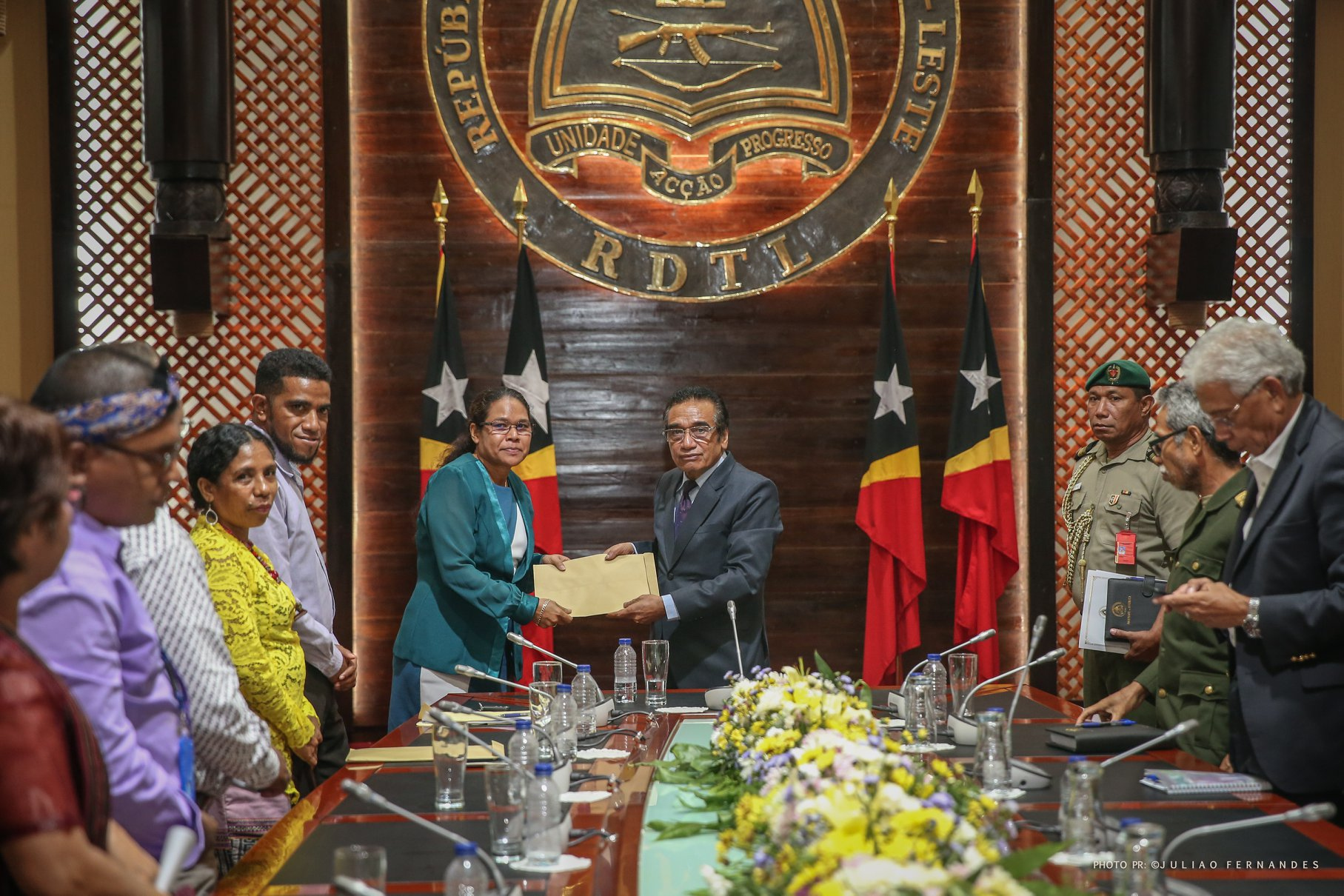
Elizabeth Lino Araújo vom FONGTIL und andere Vertreter von NGOs bei Staatspräsident Francisco Guterres (31. Januar 2020)

Das FONGTIL will in allen Bereichen für das Wohlergehen und die Interessen aller osttimoresischen Bürger werben und eintreten. Die Menschen im Lande sollen frei von jeglicher Form von Ungerechtigkeit sein, einschließlich Armut, Ausbeutung und Diskriminierung, und die Möglichkeit haben, offen und frei am politischen und demokratischen Entscheidungsprozess teilzunehmen. Dazu will das FONGTIL die Nichtregierungsorganisationen als wirksame Stimme für alle osttimoresischen Bürger unterstützten, insbesondere für die am stärksten gefährdeten Mitglieder der Gesellschaft.
2011 wurde ein beratender Ausschusses der Zivilgesellschaft durch die UNMIT geschaffen, in der das FONGTIL den Co-Vorsitz stellt. Die Comissão Anti-Corrupção (CAC) trifft sich vierteljährlich mit dem FONGTIL als Kooperationsmechanismus. In den letzten Jahren konsultiert auch die Regierung vermehrt das FONGTIL als Berater bei wichtigen politischen Debatten im Land.
Das FONGTIL darf Vertreter in den Verwaltungsrat des Centro Nacional Chega! entsenden.